# Contea di Bayfield
La contea di Bayfield (in inglese, Bayfield County) è una contea dello Stato del Wisconsin, negli Stati Uniti. La popolazione al censimento del 2000 era di 15 013 abitanti. Il suo capoluogo è Washburn.